# Gyllene bergen i Altaj
Gyllene bergen i Altaj (ryska: Золотые горы Алтая) är ett världsarv i Altajrepubliken i södra Ryssland. Det  16 175 km² stora området ligger i närheten av den punkt där de fyra länderna Ryssland, Mongoliet, Kina och Kazakstan möts.

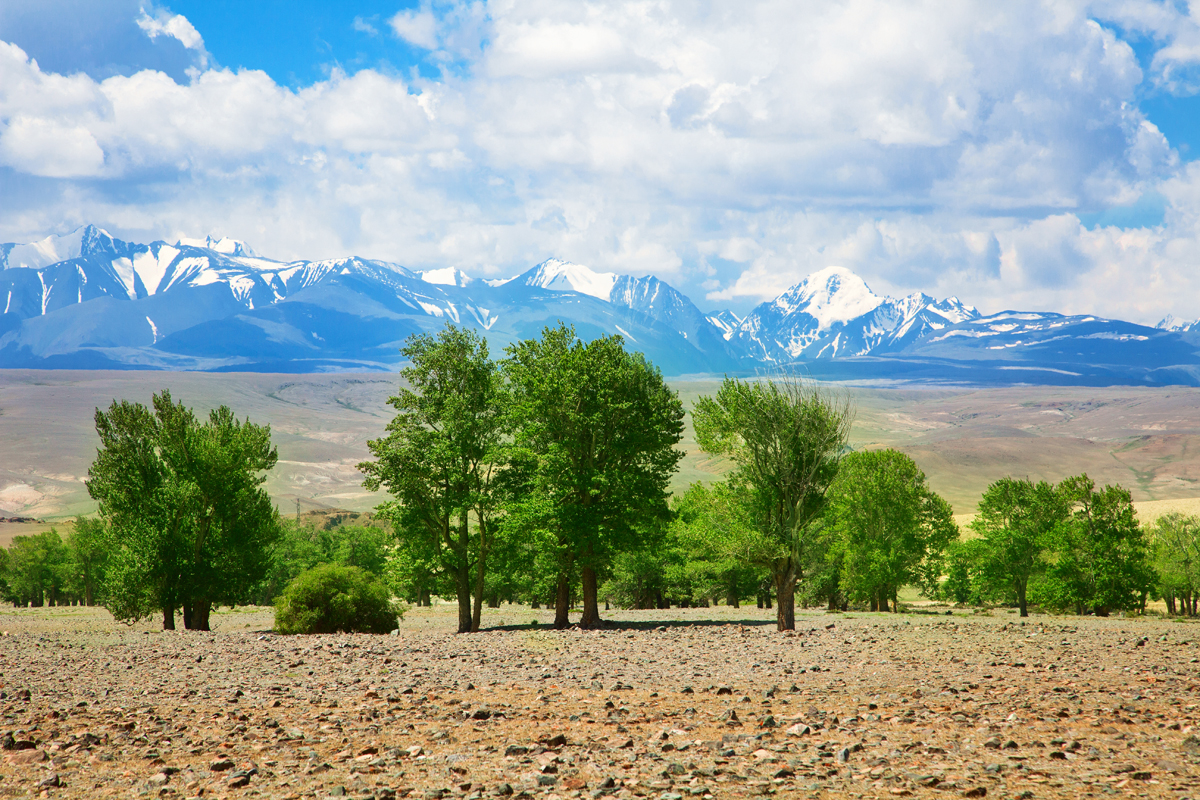

Området upptogs på Unescos världsarvslista år 1998 som ett naturarv.

De gyllene bergen, som ligger i Altajbergen, består av naturreservatet Katunskij zapovednik, Teletskojesjön, berget Belucha och Ukokplatån. Av Unescos beskrivning framgår att:
| ” | Regionen utgör den mest kompletta övergången mellan vegetationszoner på olika höjd i centrala Sibirien, från stäpp, skogsstäpp, blandskog, subalpin vegetation till alpin vegetation. | „ |

Unesco nämner också Altajbergens betydelse för skyddet av globalt hotade däggdjur såsom snöleopard och argalifår. 

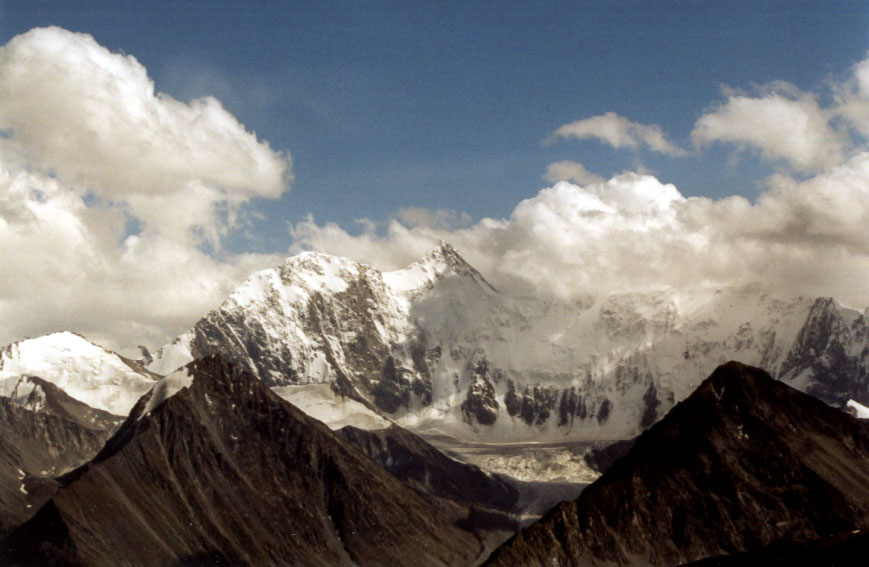
Toppen av berget Belucha.
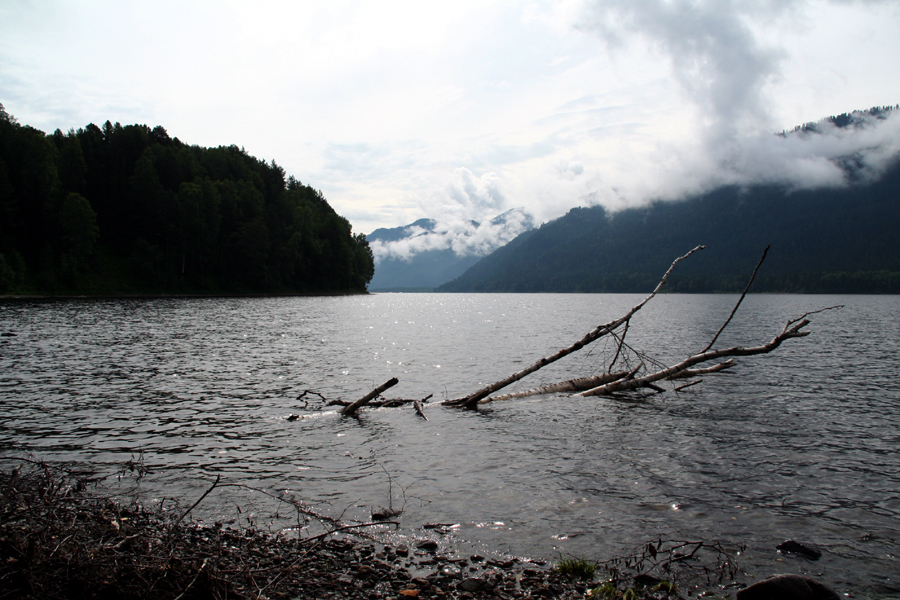
Teletskojesjön.
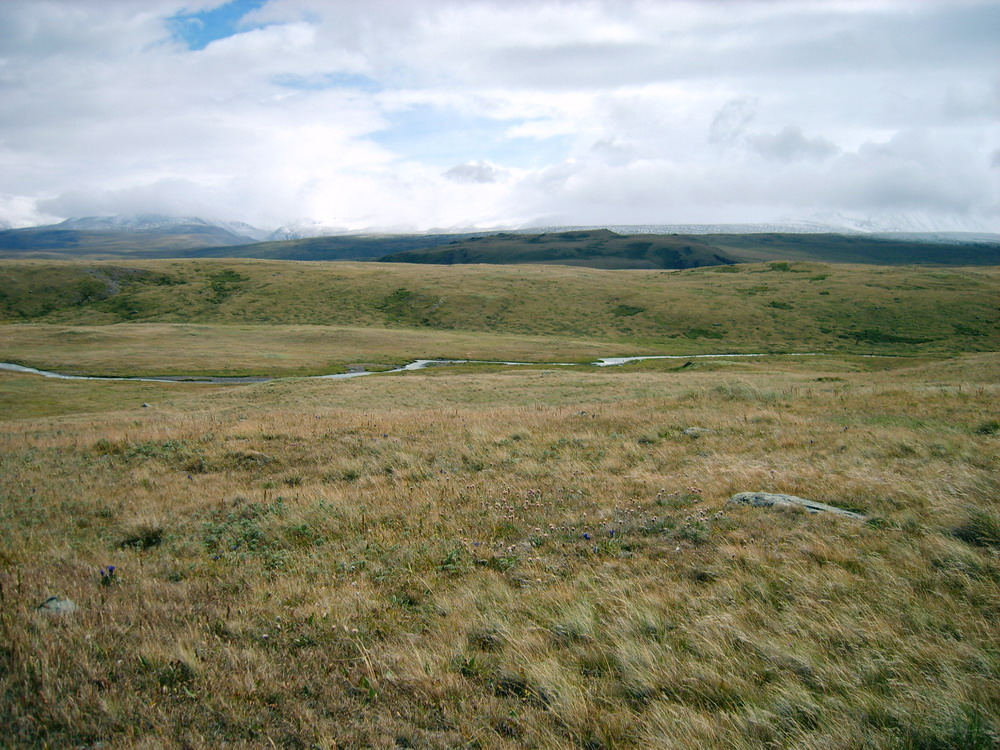
Ukokplatån.